# Ermita de Nuestra Señora de la Soledad (Fuensalida)
La ermita de Nuestra Señora de la Soledad es uno de los templos que se encuentran en la localidad de Fuensalida, en la provincia de Toledo. Está dedicada a la Virgen de la Soledad, patrona del pueblo. Fue fundada por Pedro López de Ayala, IV Conde de Fuensalida, en el siglo XVI. En su interior alberga la imagen de la virgen que le da nombre y otras obras artísticas.

## Historia

### Antiguo Hospital de Nuestra Señora de la Concepción
El origen de la Ermita se remonta a la primera parte del siglo XVI, época en que la villa de Fuensalida se consolidó en la mayoría de los aspectos. Pedro López de Ayala y Carrillo, III conde de Fuensalida, mandó construir el edificio ya que, al erigir su palacio en la localidad, tomó parte de otro hospital adyacente, quedando de este solo el solar. En un principio, el nombre que se le otorgó al nuevo hospital fue el de Nuestra Señora de la Concepción. El testamento de Pedro López de Ayala, fechado el 26 de julio de 1535, constituye el primer documento histórico que se refiere al hospital. En él se menciona tanto la razón que motivó la construcción del mismo como algunas indicaciones en lo tocante a su estructura, distribución y decoración:
" [...] mando que por quanto a muchos años que yo tomé con voluntad del concejo desta mi villa de Fuensalida para meter mi casa quando la labre un hospital y una casa donde ellos se juntaban a concejo que dicho hospital y casa que yo tengo principiado cabo la carnecería que se acabe cubriendo de buen maderamiento la que a de ser capilla que está agora descubierta y hacer en ella un altar con un retablo que tenga seis tableros en el medio de los quales esté la imagen de Nuestra Señora y Sant Juan a los lados y en lo otros quatro tableros collaterales eb el uno estará la imagen de Sant Juan Baptista en el tablero baxo de la parte del evangelio estará Sant Miguel al qual corresponderá en el otro tablero Sant Bernardo [...]"
Sin embargo, la muerte del III conde el 26 de marzo de 1537, desencadenó la paralización de las obras del hospital. Entre otras, una de las causas pudo deberse a que su viuda, Francisca Rivera, no usó los 9300 maravedíes que venían de las alcabalas de Toledo para su destino principal: la edificación del hospital. Así pues, el concejo de Fuensalida, que ostentaba el patronazgo del hospital, emprendió un pleito contra Francisca Rivera. Los patronos ganaron la disputa judicial, sin embargo, Francisca Rivera se querelló contra el IV conde de Fuensalida, Pedro López de Ayala, sobrino de su homónimo, el tercer conde. De esta manera, el nuevo conde tuvo que desembolsar los 9300 maravedíes además de otra suma de 55 000 maravedíes. Esta última contribución sería suficiente para finalizar la construcción del hospital años después.

### El Hospital de Nuestra Señora de la Soledad
En el siglo XVII, en concreto a partir del año 1666, el hospital pasó a llamarse de Nuestra Señora de la Soledad. Así lo atestiguan numerosos documentos administrativos como algunos libros de cuentas. Probablemente este cambio se deba a la devoción de los habitantes de la localidad, que cambiaron el título del edificio al albergar este la imagen de la virgen con ese nombre.
A mitad del siglo XVIII la situación económica empeoró, también la del hospital. Según el Catastro de Ensenada, en el año 1753 al hospital solo le quedaban para su dotación algunas tierras, una viña y una renta anual de 700 reales (132 de los cuales se le pagaban al hospitalero, que por aquel entonces era Antonio García). A finales de este siglo se demolió en Fuensalida la ermita de san Blas. Pese a que no debió hacerse de inmediato arreglo, se acordó entonces que el dinero que se consiguiera de la venta de los materiales se destinaría a los gastos de reparación del hospital de Nuestra Señora de la Soledad.
En 1845, Madoz indica que del edificio casi en ruinas solo queda la capilla, también en mal estado. Solo las escasas rentas de unas tierras y de una casa ruinosa sostienen económicamente la capilla.
El hospital permaneció en ese estado ruinoso hasta comienzos del siglo XX, cuando la Cofradía de Nuestra Señora de la Soledad se dedicó a recoger fondos para restaurar la capilla. En el año 1936, con el comienzo de la Guerra Civil, la ermita sufrió algunos daños. El aspecto que hoy luce es el mismo que el de entonces salvo por algunas reformas puntuales.

## Arquitectura
Desde su construcción hasta la fecha, el conjunto arquitectónico de la ermita se ha sometido a numerosas reformas. Sin embargo, a pesar de los cambios que se hayan podido introducir a lo largo del tiempo, el aspecto del edificio es prácticamente el mismo que el de la restauración que se llevó a cabo a principios del siglo XX.
La ermita consta de una sola nave con tribuna a los pies y cabecera recta. Carece de contrafuertes y está cubierta por una cúpula de media naranja sobre pechinas. La cúpula, rematada en una linterna, es de gajos y muy esbelta. A pesar del techo plano de la nave, encontramos unos ángulos redondeados donde se encuentran los lunetos. El arco triunfal de medio punto crea un contraste con el techo. La sacristía se sitúa detrás del altar mayor Finalmente, a ambos lados del presbiterio, dos grandes arcos de medio punto soportan el peso de la cúpula.

## Arte

### La Imagen de Nuestra Señora de la Soledad
No existen documentos que señalen con exactitud la fecha en que se realizó la imagen. Lo que sí se sabe es que la devoción por la Virgen de la Soledad, como se la conoce en la localidad, se remonta al siglo XVI. En el año 1936, la imagen quedó destruida casi al completo salvo por la cabeza y las manos. La cabeza se encontró entre los restos y la guardó un vecino del pueblo mientras que las manos las encontraron en poder de uno de los que destruyó la imagen. Una vez recuperados esos fragmentos, una nueva imagen fue construida y posteriormente embellecida. El ajuar de la imagen está compuesto por varias joyas, entre las que se pueden encontrar las diademas, las coronas, los corazones, los bastones de mando, los mantos y los mandillos. Cabe destacar también otros objetos para el culto que acompañan a la virgen en las ceremonias religiosas tales como las andas, las carrozas, el palio y los estandartes.

### El retablo
El actual retablo de la ermita de estilo neoclásico se adquirió en 1983. El cuerpo con forma de herradura que se alza sobre una base revestida de mármol está formado por madera y piedra, y dividido en cinco calles.
En la calle central se halla el camarín que guarda la imagen de la Virgen de la Soledad. El espacio es hueco y tiene dos bajorrelieves con forma de columnas con representaciones angelicales. Sobre él se puede ver el corazón de Jesús atravesado por flechas. Encima del corazón, hay un cuadro con el tema de la crucifixión, tres personajes se arrojan a los pies de Cristo: la virgen, María de Cleofás y san Juan Bautista. La calle principal está rematada con una representación escultórica del espíritu santo flanqueado por dos ángeles. A ambos lados, otras dos calles; las interiores con columnas dobles barrocas decoradas con motivos vegetales, las exteriores con dos cuadros expresionistas que representan dos escenas: la de Cristo portando la cruz y la de la piedad.
Todo el conjunto está revestido de pan de oro para encarecer la madera con la que se construyó, lo que refleja el barroquismo del retablo, que se mezcla con tintes del gótico y el neoclásico.

### El sagrario
El sagrario que hoy se encuentra en la ermita fue adquirido en 1990. Está fabricado en metal dorado esculpido con motivos geométricos, vegetales y figuras de ángeles. En la parte superior, sobre el tejadillo una corona mitral decora el sagrario. Destacan la cruz y las cuatro cabezas de ángel que marcan los puntos cardinales.

### Pinturas
La colección artística de la ermita cuenta también con dos cuadros que restauró don José Luis Sánchez para la exposición de 2004. El primero, obra del francés Simón Bonet (1590-1649), representa a la virgen coronada con una cabeza de ángel y una rosa en la parte inferior izquierda.
El segundo data del 1686. Se trata de una pintura de santa Teresa leyendo, tiene la mano izquierda sobre un libro mientras que la derecha sujeta el bastón de la orden a la que dio nombre. También aparece en este cuadro la inspiración del espíritu santo.

### Altar
De estilo neoclásico. Una base de mármol alza la mesa que sostienen cuatro columnas helicoidales con motivos vegetales que simbolizan los elementos de la eucaristía, el pan y el vino.

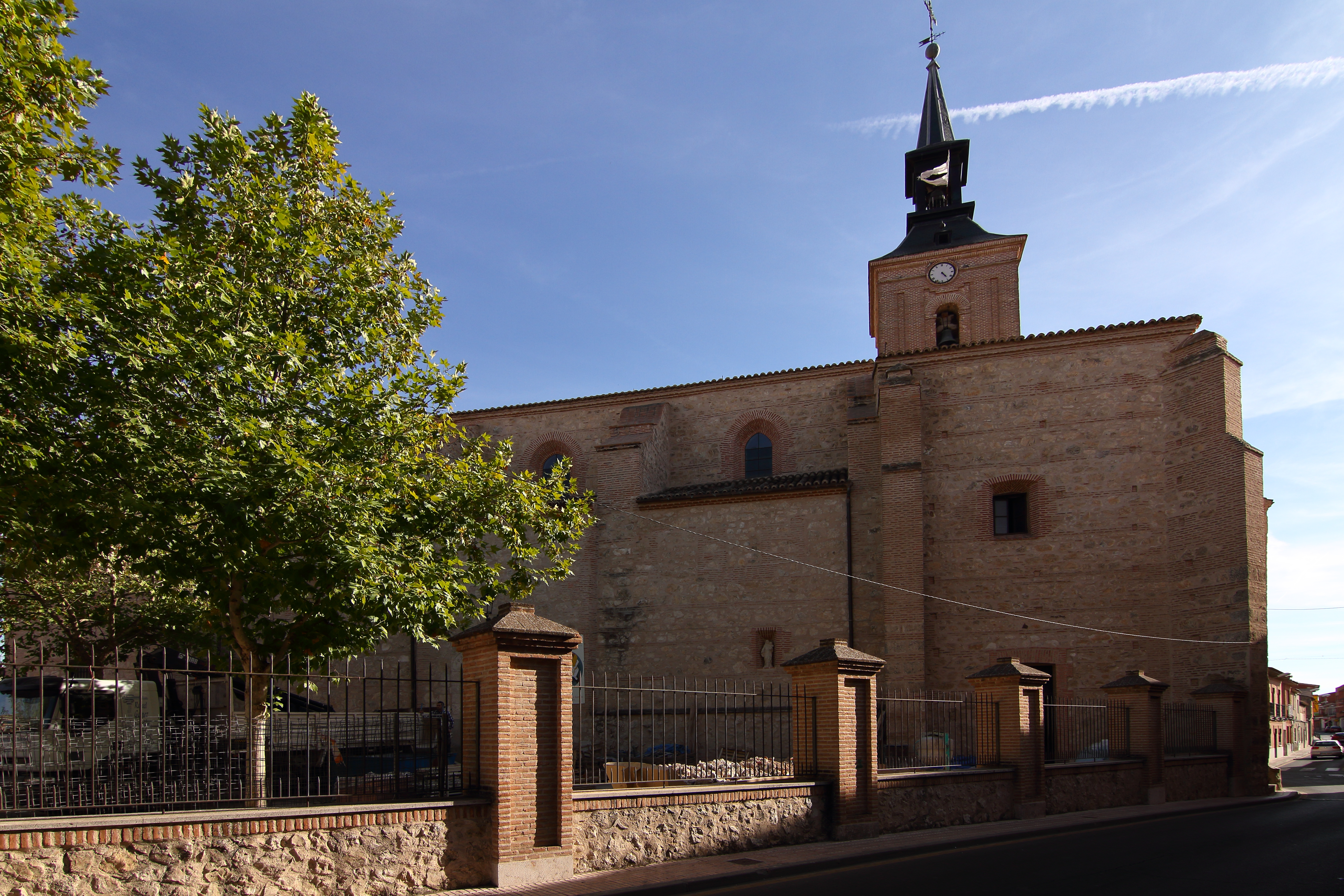
Fuensalida, Iglesia parroquial de San Juan Bautista

## Fuensalida y la ermita
Nueve días antes del tercer domingo de septiembre, fiesta de Nuestra Señora de la Soledad en Fuensalida, una procesión traslada la imagen desde la ermita hasta la iglesia parroquial de san Juan Bautista para dar comienzo a las ceremonias religiosas. En este periodo se celebra la Novena y la santa misa en su honor para después volver a llevar la imagen en otra procesión a la ermita donde se le canta el Salve para así finalizar con las fiestas en honor de la Virgen.